# Conocalama galbinata
Conocalama galbinata är en stekelart som beskrevs av Stephen Donald Hopper 1939. Conocalama galbinata ingår i släktet Conocalama och familjen brokparasitsteklar. Inga underarter finns listade i Catalogue of Life.